# 盖曲
盖曲（藏語：ཀེ་ཆུ，威利转写：ke chu）流经中国西藏自治区东北部和青海省东南缘的一条河流，是子曲的左岸支流。发源于西藏江达县字呷乡西南俄拉山北麓，蜿蜒向北流，右纳果曲后折向西北流，于采门可以西进入昌都市卡若区，于卡若区面达乡冷达村转西流，干流在日索村（日学村）至面达乡政府驻地之间一段为西藏昌都市卡若区与青海省玉树藏族自治州囊谦县之间的界河。在面达乡政府驻地右纳最大支流草曲后折向西南流，约10千米后又缓缓转向西北流，最后于面达乡巴通村以南注入子曲。河长150千米，流域面积5930平方千米。流域地处藏东横断山脉北段，山峦起伏，沟壑纵横。植被覆盖率较高，林草茂盛。